# Lý Nhân Nghĩa
Lý Nhân Nghĩa (chữ Hán: 李仁義) là một đại thần nhà Lý trong lịch sử Việt Nam. Ông có công phò tá Thái tử Lý Phật Mã (Lý Thái Tông) lên ngôi, trấn áp loạn tam vương.

## Tiểu sử

### Đi sứ
Lý Nhân Nghĩa không rõ quê quán. Khi nhà Lý mới thành lập, ông giữ chức Viên ngoại lang. Tháng 4 năm Tân Hợi (1011), Lý Nhân Nghĩa cùng Đào Khánh Văn được vua Lý Thái Tổ cử làm sứ giả sang nước Tống để đáp lễ. Trong chuyến đi này, Đào Khánh Văn trốn ở lại Tống.

### Tham gia dẹp loạn ba vương
Ngày 1 tháng 3 năm Mậu Thìn (1028), Lý Thái Tổ mất. Triều thần đến cung Long Đức đón Thái tử Lý Phật Mã lên ngôi. Ba hoàng thân là Đông Chinh vương, Dực Thánh vương, Vũ Đức vương kéo quân vây kinh thành Thăng Long, định làm binh biến bắt đánh úp Thái tử.
Bấy giờ Thái tử Lý Phật Mã nghĩ đến tình thân, có chút chần chừ không quyết, muốn thuyết phục ba vương tự rút quân. Lý Nhân Nghĩa phải ba lần thuyết phục:
| “ | Anh em với nhau, bên trong có thể hiệp sứ bàn mưu, bên ngoài có thể cùng nhau chống giặc. Nay ba vương làm phản, thì anh em hay là kẻ thù? Xin cho bọn thần đánh một trận để quyết được thua. | ” |

| “ | Thần nghe rằng muốn mưu xa thì phải quên công gần, giữa đạo công thì phải dứt tình riêng, đó là việc Đường Thái Tông và Chu công Đán bất đắc dĩ phải làm. Nay điện hạ có cho Đường Thái và Chu Công là chăm mưu xa, giữ đạo công chăng? Hay là tham công gần, đắm tình riêng chăng? Điện hạ biết theo dấu cũ của Đường Thái, Chu Công thì đời sau ca tụng công đức còn chưa rỗi, còn rỗi đâu mà chê cười! | ” |

| “ | Tiên đế cho rằng điện hạ là người hiền, đủ để được nối chí, tài đủ để làm nổi việc, nên đem thiên hạ phó thác cho điện hạ. Nay giặc đến vây bức cửa cung mà ẩn nhẫn như thế, thì đối với sự phó thác của tiên đế ra sao? | ” |

Tuy nhiên, Thái tử Lý Phật Mã sau đó vẫn không quyết, khi quân ba vương đánh vào thì Thái tử mới giao quyền cho các đại thần. Lý Nhân Nghĩa cùng các quan viên bèn lạy rằng:
| “ | Chết vì vua gặp nạn là chức phận của bọn thần. Nay được chỗ đáng chết, còn từ chối gì nữa! | ” |

Sau đó các quan dẫn dắt các vệ sĩ ra chống cự. Binh lực giữa quân Thái tử và ba vương chênh lệch lớn, một đối với một trăm. Vũ vệ tướng quân Lê Phụng Hiểu bèn đuổi theo chém chết Vũ Đức vương. Quân ba vương trông thấy sợ hãi bỏ chạy. Dực Thánh vương và Đông Chinh vương cũng phải chạy trốn. Việt sử lược thì ghi rằng: Vua sai Nguyễn (Lý) Nhân Nghĩa ra đánh, quân tam phủ bị bại. Vũ Đức vương bị Lê Phụng Hiểu giết.

### Lưu thủ Kinh sư
Sau loạn ba vương, Thái tử Lý Phật Mã lên ngôi vua, tức Lý Thái Tông. Sau đó Thái Tông thu hàng Đông Chinh vương và Dực Thánh vương. Khai Quốc vương khi đó lại có ý định tự lập, Thái Tông thân chinh đi đánh, cho Lý Nhân Nghĩa giữ Kinh đô Thăng Long. Khai Quốc vương sau đó đầu hàng, đất nước ổn định trở lại.
Tháng 11 năm 1028, Lý Thái Tông thăng chức tước cho các quan lại có công. Lý Nhân Nghĩa được phong Hữu phúc tâm. Tuy có công lớn, nhưng không rõ vì lý do gì, ông lại chỉ đứng hàng cuối trong các đại thần được phong. Đại Việt sử ký toàn thư ghi ông đứng hàng thứ 17 trên 18 người. Việt sử lược thì lược ghi một số tên, nhưng ông lại xếp cuối cùng trong số 10 người. Thậm chí thứ bậc của Lý Nhân Nghĩa còn sau cả Nguyễn Khánh, người về sau âm mưu lật đổ nhà Lý vào năm 1035.
Sử sách sau đó không ghi gì thêm về ông.